# José Luis Gallego García
José Luis Gallego García (Madrid, 7 de desembre de 1970) és un exfutbolista professional madrileny, que ocupava la posició de migcampista.

## Trajectòria
Sorgeix de les categories inferiors del Rayo Vallecano. Entre 1991 i 1993 milita al Reial Madrid C. Inicià la temporada 93/94 a les files del Talavera CF, de Segona Divisió B, però és repescat pel Rayo Vallecano, amb qui debuta a primera divisió.
Romandria durant les següents tres temporades a l'equip madrileny, dues d'elles a la màxima categoria. No arribaria a fer-se un lloc a l'onze titular, i només apareix en 14 partits de primera divisió. La temporada 97/98 fitxa pel Real Jaén, on és peça clau a l'onze inicial, jugant 36 partits.
La temporada 98/99 marxa al CD Leganés, i a la següent, al CD Badajoz, on disputa 38 partits. Comença la temporada 00/01 a les files del Benidorm CD, però a les poques setmanes deixa el club valencià. Acaba eixa campanya al Recreativo de Huelva, on també disputa la següent.
Entre 2002 i 2004 milita al CD Numancia, encara que només suma 4 aparicions amb els castellans. En total, el migcampista ha disputat 131 partits entre Primera i Segona Divisió.